# Bastiano da Sangallo

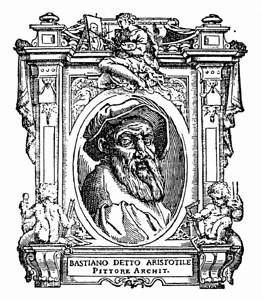
Porträt des Bastiano da Sangallo, genannt Aristotile (Aristoteles), aus Vasaris vite.

 Bastiano da Sangallo genannt Aristotile (Aristoteles) (* 1481; † 31. Mai 1551) war ein italienischer Maler und Architekt der Renaissance. Am Hof der Medici in Florenz war er vor allem als Bühnenarchitekt und Bühnenmaler tätig.

## Leben und Werk
Sangallo stammte aus einer berühmten Architektenfamilie und war der Neffe von Antonio da Sangallo dem Älteren sowie von Giuliano da Sangallo. Seinen Spitznamen Aristotile erhielt er wegen seines nachdenklichen Temperaments und seiner Gelehrsamkeit. Er war Schüler von Perugino, dem er bei dem Hauptaltarbild für die Kirche Santissima Annunziata in Florenz assistierte. Sangallo schuf 1542 mit der Schlacht bei Cascina eine Kopie der verlorengegangen Vorlage von Michelangelo (um 1500/1505), die für ein geplantes Fresko im Saal der Fünfhundert (Sala dei Cinquecento) im Palazzo Vecchio in Florenz geschaffen wurde.

### Bühnenbildner
Zusammen mit Franciabigio und Ridolfo Ghirlandaio fertigte er die Bühnenbilder für die Komödien, die 1518 anlässlich der Hochzeit von Lorenzo de’ Medici, Herzog von Urbino aufgeführt wurden. 1525 wurde Niccolò Machiavellis Stück Mandragola in Florenz uraufgeführt, und Andrea del Sarto und Bastiano schufen die Bühnenbilder. Außerdem schuf er Bühnenbilder für Spiele und Aufführungen verschiedener religiöser Bruderschaften der Stadt. 1533 besuchte Margarete von Österreich Florenz, zu deren Ehren Herzog Alessandro de’ Medici eine Festwoche ausrichtete. Bastiano da Sangallo wurde beauftragt, für die Gartenloggia auf der Piazza San Marco einen perspektivischen Bühnenprospekt „voll mit Säulen, Nischen, Tabernakeln, Statuen und anderen besonderen Sachen, wie sie ihresgleichen bisher nie gemacht worden sind“ anzufertigen. Die nächsten großen Aufträge von Seiten der Medici erfolgten anlässlich der Hochzeiten von Alessandro de’ Medici 1536 und Cosimo I. de’ Medici 1539.
1540 ging Bastiano nach Rom, wo er für Kardinal 
Alessandro Farnese und den Florentiner Bankier Roberto Strozzi vor allem als Bühnenbildner arbeitete. Bastiano war wahrscheinlich der erste neuzeitliche Bühnenbildner, der bewegliche Kulissen in der Art von Periakten einsetzte, wie sie Vitruv in seinen De libri architettura libri decem beschrieben hatte und wie sie in zeitgenössischen Berichten beschrieben worden sind.
1547 kehrte er nach Florenz zurück, wo er vier Jahre später starb.